# Hoekmeter

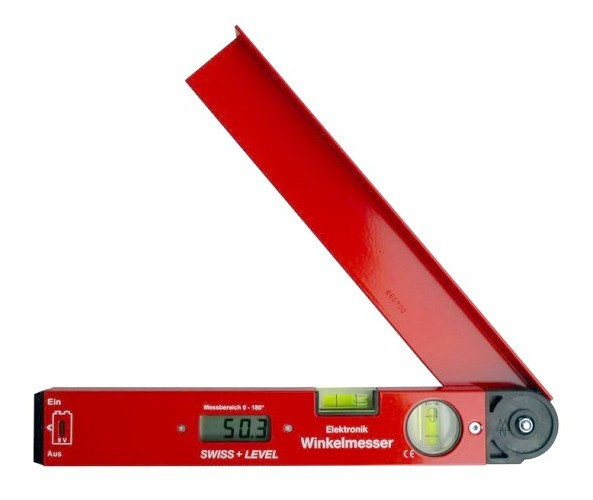
Hoekmeter

Een hoekmeter is een stuk gereedschap waarmee hoeken gemeten kunnen worden. Hoekmeters worden onder andere door metselaars, timmermannen en meubelmakers gebruikt. Digitale hoekmeters hebben een display waarop de gemeten hoek af te lezen is.
Voor het meten van hoeken op een plat vlak kan ook een gradenboog gebruikt worden.